# Bezirksratswahlen in Graz 2021
- KPÖ: 59
- SPÖ: 15
- GRÜNE: 37
- NEOS: 3
- ÖVP: 55
- FPÖ: 15

Die Bezirksratswahlen in Graz 2021 wurden am 26. September 2021 gleichzeitig mit der Gemeinderatswahl in Graz 2021 und der Wahl des Migrantinnen- und Migrantenbeirats abgehalten. Es handelt sich bei den Bezirksratswahlen um 17 voneinander unabhängige Wahlen, die in allen Grazer Stadtbezirken abgehalten werden, um die jeweilige Bezirksvertretung (den Bezirksrat) zu wählen.

## Wahlrecht
Bei den Bezirksratswahlen sind – wie bei der Grazer Gemeinderatswahl – jene Personen wahlberechtigt, die Staatsbürger eines EU-Mitgliedsstaates sind, am 16. Juli 2021 (Stichtag) ihren Hauptwohnsitz in Graz hatten und spätestens am Wahltag das 16. Lebensjahr vollenden. Das Wahlrecht für den Bezirksrat besteht nur in jenem Stadtbezirk, in dem die Wahlberechtigten ihren Hauptwohnsitz haben und damit im Wählerverzeichnis für die Gemeinderatswahl eingetragen sind.
Gemäß der Gemeindewahlordnung Graz setzen sich die Bezirksräte einwohnerabhängig zwischen 7 und 19 Mitgliedern zusammen, wobei die Zahl der Mandatare der einzelnen Bezirksräte mittels Verordnung unmittelbar nach Feststellung des Ergebnisses der jeweils letzten Volkszählung kundzumachen ist. Die Mitgliedszahl der Bezirksräte bezieht sich daher noch auf die Registerzählung 2011 und wurde in der Verordnung des Bürgermeisters der Landeshauptstadt Graz vom 4. März 2015, Amtsblatt der Stadt Graz Nr. 14/2016, kundgemacht. Insgesamt waren 2021 bei den Wahlen der Bezirksräte in Graz 184 Mandate zu vergeben.

## Ausgangslage
Bei den Bezirksratswahlen 2017 errang die ÖVP in 16 Bezirken die Stimmenmehrheit und stellte in der Folge auch 16 von 17 Bezirksvorstehern; nur im 5. Bezirk Gries wurde die KPÖ stimmenstärkste Fraktion.
Da der mandatsstärksten im Bezirksrat vertretenen Partei zwar das Vorschlagsrecht für den Bezirksvorsteher zusteht, dieser jedoch mit (einfacher) Mehrheit vom Bezirksrat zu wählen ist, wurden in den Bezirken Gries und Jakomini Teilzeitlösungen vereinbart: In Gries formte sich ein Bündnis aus KPÖ, Grünen und SPÖ, wodurch es zu einer wechselnden Bezirksvorstehung kam; zuletzt stellte die SPÖ mit Nina-Marie Wolf die Bezirksvorsteherin. Auch im 6. Bezirk Jakomini war von ÖVP und SPÖ eine Amtsübergabe zur Halbzeit vereinbart worden – allerdings weigerte sich Bezirksvorsteher Klaus Strobl (ÖVP) später, diesen Pakt umzusetzen und blieb so während der gesamten Periode im Amt.
Mit Ausnahme von Ludmilla Haase (1. Bezirk Innere Stadt) und Bernhard Baier (13. Bezirk Gösting), beide ÖVP, stellten sich alle amtierenden Bezirksvorsteher der Wiederwahl und dienten als Spitzenkandidaten ihrer jeweiligen Partei. Baier kündigte an, sich aus der Grazer Kommunalpolitik zurückzuziehen, während Haase den ersten Listenplatz an ihren designierten Wunschnachfolger Rupert Felser abtrat, selbst aber noch auf dem – wenig aussichtsreichen – Listenplatz 6 antrat.

## Wahlwerbende Gruppen
Der Antritt bei den Bezirksratswahlen ist gemäß § 92 der Gemeindewahlordnung Graz durch Unterstützung der wahlwerbenden Gruppe von wenigstem einem bestehenden Mitglied der Bezirksvertretung möglich. Alternativ müssen von der wahlwerbenden Gruppe pro zur Wahl stehendem Bezirksratssitz zehn unterschriebene Unterstützungserklärungen – von zur jeweiligen Bezirksratswahl wahlberechtigten Personen – gesammelt werden.
ÖVP, SPÖ, FPÖ, Grüne und KPÖ traten in allen 17 Bezirken an. NEOS kandidierten in insgesamt 13 Bezirken (1.-12. Bezirk, sowie in Puntigam), das Team HC Strache in zwei (Liebenau und Puntigam) und Die PARTEI / Liste DÖP in Jakomini.
Erklärtes Ziel des Team HC Strache für die Bezirksratswahlen war es, das Puntigamer Bezirksratsmandat von Markus Knaus (der bei der Bezirksratswahl 2017 für die FPÖ angetreten war), zu halten.

## Wahlergebnis
Die Ergebnisse der Bezirksratswahlen korrelieren stark mit jenen der Gemeinderatswahl in Graz 2021: Die KPÖ wurde auch bei den Wahlen der Bezirksräte insgesamt stimmenstärkste Partei und errang dabei in acht Bezirken die relative Mehrheit (und damit das Vorschlagsrecht für den Bezirksvorsteher). Insgesamt legte man um 8,9 %-Punkte und 24 Mandate zu; in sieben Bezirken wechselte die relative Mehrheit von der ÖVP zur KPÖ. Die ÖVP konnte ihre Mehrheit in den übrigen neun Bezirken zwar halten, verlor aber im Gesamtergebnis rund 9,7 %-Punkte und 22 Mandate.
Die Grünen gewannen 5,6 %-Punkte und 15 Mandate dazu; erstmals zogen sie in die Bezirksräte Liebenau, Wetzelsdorf und Straßgang – mit je einem Mandat – ein, auch in Gösting sind die Grünen erstmals seit 2008 wieder im Bezirksrat vertreten.
Verluste hatte hingegen die FPÖ hinzunehmen (gesamt: −5,0 %-Punkte, −15 Mandate): Sie verlor auch ihr jeweils einziges Mandat in den Bezirksräten der Inneren Stadt, in St. Leonhard, Waltendorf, Ries und Mariatrost.
Die SPÖ erzielte leichte Verluste, konnte aber ihre Präsenz in all jenen Bezirksräten, denen bereits bisher SPÖ-Mandatare angehörten, halten. NEOS gewannen ein Mandat dazu und zogen erstmals in den Bezirksrat Lend ein. Das Team HC Strache erreichte in Puntigam mit knapp 1,5 % zwar ihr Graz-weit bestes Ergebnis, konnte aber das Bezirksratsmandat von Markus Knaus (ehemals FPÖ) damit nicht halten.

### Gesamtergebnis
|                                                              | Ergebnisse 2021  | Ergebnisse 2021  | Ergebnisse 2021  | Ergebnisse 2017  | Ergebnisse 2017  | Ergebnisse 2017  | Differenzen    | Differenzen    | Differenzen    |
| ------------------------------------------------------------ | ---------------- | ---------------- | ---------------- | ---------------- | ---------------- | ---------------- | -------------- | -------------- | -------------- |
| Wahlberechtigte                                              | 223.512          | 223.512          | 223.512          | 222.856          | 222.856          | 222.856          | +656           | +656           | +656           |
| Wahlbeteiligung                                              | 54,03 %          | 54,03 %          | 54,03 %          | 57,35 %          | 57,35 %          | 57,35 %          | −3,32 %-Punkte | −3,32 %-Punkte | −3,32 %-Punkte |
|                                                              | Stimmen          | %                | Mand.            | Stimmen          | %                | Mand.            | Stimmen        | %-Pkte         | Mand.          |
| Abgegebene Stimmen                                           | 120.774          | 100,00           | —                | 127.802          | 100,00           | —                | −7.028         | —              | —              |
| Ungültig                                                     | 6.636            | 5,49             | —                | 6.760            | 5,29             | —                | −124           | +0,20          | —              |
| Gültig                                                       | 114.138          | 94,51            | —                | 121.042          | 94,71            | —                | −6.904         | −0,20          | —              |
| Partei                                                       |                  |                  |                  |                  |                  |                  |                |                |                |
| Kommunistische Partei Österreichs – Elke Kahr (KPÖ)          | 31.150           | 27,29            | 59               | 22.217           | 18,35            | 35               | +8.933         | +8,94          | +24            |
| Liste Siegfried Nagl – die Grazer Volkspartei (ÖVP)          | 30.590           | 26,80            | 55               | 44.130           | 36,46            | 77               | −13.540        | −9,66          | −22            |
| Die Grazer Grünen – Judith Schwentner (GRÜNE)                | 22.738           | 19,92            | 37               | 17.323           | 14,31            | 22               | +5.415         | +5,61          | +15            |
| Freiheitliche Partei Österreichs (FPÖ)                       | 12.365           | 10,83            | 15               | 19.196           | 15,86            | 30               | −6.831         | −5,03          | −15            |
| SPÖ Graz – Team Michael Ehmann (SPÖ)                         | 11.760           | 10,30            | 15               | 13.792           | 11,39            | 18               | −2.032         | −1,09          | −3             |
| NEOS – Das Neue Österreich (NEOS)                            | 5.393            | 4,72             | 3                | 4.314            | 3,56             | 2                | +1.079         | +1,16          | +1             |
| Team HC Strache – Allianz für Graz (HC)                      | 84               | 0,07             | —                | nicht kandidiert | nicht kandidiert | nicht kandidiert | +84            | +0,07          | —              |
| Die PARTEI Steiermark (als Die Österreichische PARTEI) (DÖP) | 58               | 0,05             | —                | nicht kandidiert | nicht kandidiert | nicht kandidiert | +58            | +0,05          | —              |
| Sonstige                                                     | nicht kandidiert | nicht kandidiert | nicht kandidiert | 70               | 0,06             | —                | −531           | −0,42          | —              |
| Gesamt                                                       | 114.138          | 100,00           | 184              | 121.042          | 100,00           | 184              | −6.904         | —              | —              |

### Ergebnisse nach Bezirken
| Bezirk           | KPÖ   | ÖVP   | GRÜNE | FPÖ   | SPÖ   | NEOS             | HC               | DÖP              |
| ---------------- | ----- | ----- | ----- | ----- | ----- | ---------------- | ---------------- | ---------------- |
| 1., Innere Stadt | 31,30 | 22,49 | 22,55 | 8,94  | 6,03  | 8,68             | nicht kandidiert | nicht kandidiert |
| 2., St. Leonhard | 30,75 | 23,82 | 26,51 | 5,91  | 6,40  | 6,61             | nicht kandidiert | nicht kandidiert |
| 3., Geidorf      | 27,65 | 24,58 | 26,35 | 6,71  | 7,01  | 7,70             | nicht kandidiert | nicht kandidiert |
| 4., Lend         | 32,80 | 19,74 | 18,71 | 11,07 | 12,83 | 4,86             | nicht kandidiert | nicht kandidiert |
| 5., Gries        | 38,24 | 18,70 | 15,00 | 12,76 | 11,70 | 3,60             | nicht kandidiert | nicht kandidiert |
| 6., Jakomini     | 35,32 | 20,45 | 19,40 | 9,34  | 9,60  | 5,41             | nicht kandidiert | 0,48             |
| 7., Liebenau     | 20,89 | 33,63 | 13,03 | 13,79 | 12,97 | 5,06             | 0,64             | nicht kandidiert |
| 8., St. Peter    | 21,22 | 30,54 | 24,40 | 9,63  | 7,82  | 6,38             | nicht kandidiert | nicht kandidiert |
| 9., Waltendorf   | 20,28 | 34,14 | 22,04 | 8,34  | 7,86  | 7,34             | nicht kandidiert | nicht kandidiert |
| 10., Ries        | 19,92 | 34,08 | 22,58 | 8,68  | 8,48  | 6,26             | nicht kandidiert | nicht kandidiert |
| 11., Mariatrost  | 20,21 | 33,90 | 24,74 | 7,70  | 6,56  | 6,89             | nicht kandidiert | nicht kandidiert |
| 12., Andritz     | 20,52 | 32,20 | 22,19 | 8,99  | 10,43 | 5,67             | nicht kandidiert | nicht kandidiert |
| 13., Gösting     | 23,00 | 29,91 | 12,40 | 19,57 | 15,12 | nicht kandidiert | nicht kandidiert | nicht kandidiert |
| 14., Eggenberg   | 31,60 | 24,01 | 18,98 | 12,81 | 12,60 | nicht kandidiert | nicht kandidiert | nicht kandidiert |
| 15., Wetzelsdorf | 28,76 | 26,24 | 13,77 | 17,42 | 13,82 | nicht kandidiert | nicht kandidiert | nicht kandidiert |
| 16., Straßgang   | 24,81 | 30,51 | 14,41 | 15,53 | 14,75 | nicht kandidiert | nicht kandidiert | nicht kandidiert |
| 17., Puntigam    | 22,80 | 31,96 | 10,27 | 17,15 | 11,84 | 4,49             | 1,48             | nicht kandidiert |

| Bezirk           | KPÖ | ÖVP | GRÜNE | FPÖ | SPÖ | NEOS             | HC               | DÖP              |
| ---------------- | --- | --- | ----- | --- | --- | ---------------- | ---------------- | ---------------- |
| 1., Innere Stadt | 3   | 2   | 2     | 0   | 0   | 0                | nicht kandidiert | nicht kandidiert |
| 2., St. Leonhard | 4   | 3   | 3     | 0   | 0   | 0                | nicht kandidiert | nicht kandidiert |
| 3., Geidorf      | 4   | 4   | 4     | 1   | 1   | 1                | nicht kandidiert | nicht kandidiert |
| 4., Lend         | 7   | 4   | 3     | 2   | 2   | 1                | nicht kandidiert | nicht kandidiert |
| 5., Gries        | 7   | 3   | 3     | 2   | 2   | 0                | nicht kandidiert | nicht kandidiert |
| 6., Jakomini     | 7   | 4   | 4     | 1   | 2   | 1                | nicht kandidiert | 0                |
| 7., Liebenau     | 2   | 4   | 1     | 1   | 1   | 0                | 0                | nicht kandidiert |
| 8., St. Peter    | 2   | 3   | 3     | 1   | 1   | 0                | nicht kandidiert | nicht kandidiert |
| 9., Waltendorf   | 2   | 4   | 2     | 0   | 0   | 0                | nicht kandidiert | nicht kandidiert |
| 10., Ries        | 2   | 3   | 2     | 0   | 0   | 0                | nicht kandidiert | nicht kandidiert |
| 11., Mariatrost  | 2   | 3   | 2     | 0   | 0   | 0                | nicht kandidiert | nicht kandidiert |
| 12., Andritz     | 3   | 4   | 3     | 1   | 1   | 0                | nicht kandidiert | nicht kandidiert |
| 13., Gösting     | 2   | 2   | 1     | 1   | 1   | nicht kandidiert | nicht kandidiert | nicht kandidiert |
| 14., Eggenberg   | 4   | 3   | 2     | 2   | 1   | nicht kandidiert | nicht kandidiert | nicht kandidiert |
| 15., Wetzelsdorf | 3   | 3   | 1     | 1   | 1   | nicht kandidiert | nicht kandidiert | nicht kandidiert |
| 16., Straßgang   | 3   | 3   | 1     | 1   | 1   | nicht kandidiert | nicht kandidiert | nicht kandidiert |
| 17., Puntigam    | 2   | 3   | 0     | 1   | 1   | 0                | 0                | nicht kandidiert |

## Relevante rechtliche Grundlagen
- Verlautbarung des Bürgermeisters der Landeshauptstadt Graz vom 15. Juli 2021 über die Wahlen des Gemeinderates, der Bezirksräte und des Migrantinnen- und Migrantenbeirates Graz 2021
- Gesetz vom 19. Juni 2012, mit dem eine Gemeindewahlordnung für die Landeshauptstadt Graz (Gemeindewahlordnung Graz 2012) beschlossen wird
- Gesetz vom 4. Juli 1967, mit dem ein Statut für die Landeshauptstadt Graz erlassen wird (Statut der Landeshauptstadt Graz 1967)
- Verordnung des Bürgermeisters der Landeshauptstadt Graz vom 4. März 2015 über die Zahl der Mitglieder der einzelnen Bezirksräte auf Grund des endgültigen Ergebnisses der ordentlichen Volkszählung vom 31. Oktober 2011